# Benetton B194
O B194 é o modelo da Benetton na temporada de 1994 da F1. Condutores: Michael Schumacher, Jos Verstappen,
J.J. Lehto e Johnny Herbert. A equipe conquistou o Mundial de Pilotos com Michael Schumacher.
Essa temporada a Benetton estreou estampando em suas carenagens a marca de cigarros Mild Seven produzida pela Japan Tobacco, tal patrocínio substituiu o de outra marca de cigarros, a Camel, que patrocinou a equipe até 1993. 

## Resultados[2]
(legenda) (em negrito indica pole position e itálico volta mais rápida)
| Ano  | Chassi | Motor               | Pneus | N° | Pilotos             | 1   | 2   | 3   | 4   | 5   | 6   | 7   | 8   | 9   | 10  | 11  | 12  | 13  | 14  | 15  | 16   | Pontos | Posição |  |
| ---- | ------ | ------------------- | ----- | -- | ------------------- | --- | --- | --- | --- | --- | --- | --- | --- | --- | --- | --- | --- | --- | --- | --- | ---- | ------ | ------- |  |
|      |        |                     |       |    |                     |     |     |     |     |     |     |     |     |     |     |     |     |     |     |     |      |        |         |  |
|      |        |                     |       |    |                     | BRA | PAC | SMR | MON | SPA | CAN | FRA | GBR | GER | HUN | BEL | ITA | POR | EUR | JPN | AUS  |        |         |  |
| 1994 | B194   | Ford ECA Zetec-R V8 | G     | 5  | Michael Schumacher* | 1   | 1   | 1   | 1   | 2   | 1   | 1   | DSQ | Ret | 1   | DSQ |     |     | 1   | 2   | Ret* | 103    | 2°      |  |
| 1994 | B194   | Ford ECA Zetec-R V8 | G     | 5  | J.J. Lehto          |     |     |     |     |     |     |     |     |     |     |     | 9   | Ret |     |     |      | 103    | 2°      |  |
| 1994 | B194   | Ford ECA Zetec-R V8 | G     | 6  | Jos Verstappen      | Ret | Ret |     |     |     |     | Ret | 8   | Ret | 3   | 3   | Ret | 5   | Ret |     |      | 103    | 2°      |  |
| 1994 | B194   | Ford ECA Zetec-R V8 | G     | 6  | J.J. Lehto          |     |     | Ret | 7   | Ret | 6   |     |     |     |     |     |     |     |     |     |      | 103    | 2°      |  |
| 1994 | B194   | Ford ECA Zetec-R V8 | G     | 6  | Johnny Herbert      |     |     |     |     |     |     |     |     |     |     |     |     |     |     | Ret | Ret  | 103    | 2°      |  |

* Campeão da temporada.